# Chateaurenault (1898)
Châteaurenault byl chráněný křižník francouzského námořnictva. Ve službě byl v letech 1902–1917. Účastnil se první světové války. Dne 14. prosince 1917 byl v Korintském zálivu potopen německou ponorkou SM UC-38.

## Stavba

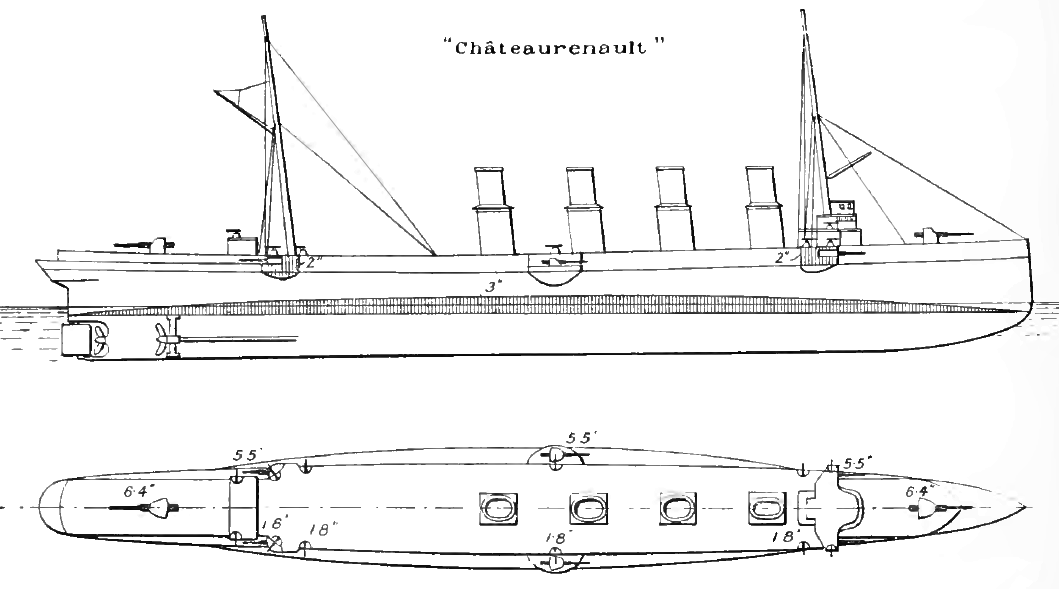
Základní uspořádání křižníku Châteaurenault

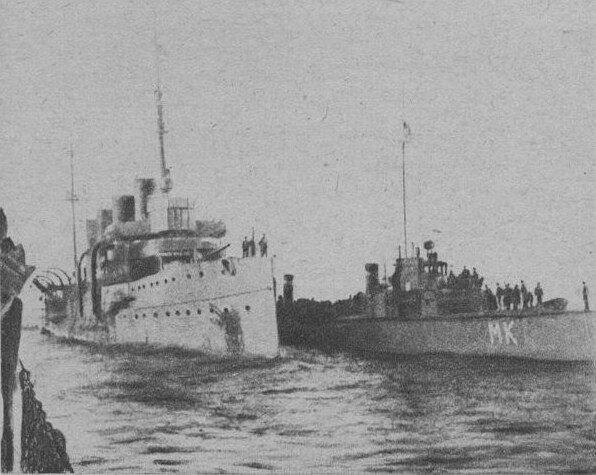
Châteaurenault

Křižníky měl svými parametry blízko ke svému předchůdci Guichen, zcela jiný ale byl jeho vzhled. Plavidlo postavila loděnice Société Nouvelle des Forges et Chantiers de la Méditerranée v La Seyne. Stavba byla zahájena v květnu 1896, v květnu 1898 byl křižník spuštěn na vodu a v září 1902 byl přijat do služby.

## Konstrukce
Hlavní výzbroj tvořily dva štíty chráněné 165mm kanóny umístěné na přídi a na zádi a dále šest 139mm kanónů na bocích trupu. Doplňovalo je deset 47mm kanónů a pět 37mm kanónů. Pohonný systém tvořilo čtrnáct kotlů Normand Sigaudy a tři parní stroje s trojnásobnou expanzí o výkonu 23 000 ihp, pohánějící tři lodní šrouby. Nejvyšší rychlost dosahovala 24 uzlů. Dosah byl 7500 námořních mil při rychlosti 12 uzlů.